# Pop (U2)
Pop is een album van de Ierse band U2. Het album werd uitgebracht in maart 1997. Het album staat bekend vanwege zijn techno, dance en elektronica invloeden. Daardoor werd het toegankelijk voor een groot publiek en haalde het de nummer 1-positie in 32 landen. In Amerika behaalde het album de platina status.
Van het album zijn de singles Discothèque, Staring at the Sun, Last Night on Earth, Please, If God Will Send His Angels en Mofo uitgebracht. Hiermee is Pop het album waarvan de meeste singles van U2 zijn uitgebracht.

## Tracklist
1. Discothèque – 5:19
2. Do You Feel Loved – 5:07
3. Mofo – 5:46
4. If God Will Send His Angels – 5:22
5. Staring at the Sun – 4:36
6. Last Night on Earth – 4:45
7. Gone – 4:26
8. Miami – 4:52
9. The Playboy Mansion – 4:40
10. If You Wear That Velvet Dress – 5:14
11. Please – 5:10
12. Wake Up Dead Man – 4:52

## Bezetting
- Bono – zang, gitaar
- The Edge – gitaar, keyboard, zang
- Adam Clayton – basgitaar
- Larry Mullen jr. – drums

Bono · The Edge · Adam Clayton · Larry Mullen jr.